# Кароль Мальсбург
Кароль Іґнаци Мальсбург (пол. Karol Ignacy Malsburg; 31 липня 1856, Чернихівці — 31 грудня 1942, Львів) — польський фізіолог, зоотехнік, професор агрономії та тваринництва. Дійсний член Польської академії технічних наук (від 1932).

## Біографія
Народився 31 липня 1856 року у с. Чернихівці. Закінчив хімічний факультет Львівської політехніки, а в 1877—1880 роках студіював у Вищій школі рільництва у Відні.
Професор кафедри тваринництва в Сільськогосподарській академії в Дублянах, декан факультету сільського та лісового господарства Львівської політехніки у 1920—1921 роках, професор Познанського університету. У 1922 році він був співзасновником Польського зоотехнічного товариства.
Один з перших у Польщі застосовував у великих масштабах біологічні тваринницькі методи, багато разів репрезентував польську науку в іноземних зоотехнічних дослідницьких осередках.
1929 року нагороджений Командорським хрестом ордена Відродження Польщі, у 1936 році нагороджений Золотим Хрестом Заслуги. Почесний професор Львівської політехніки.
Помер 31 грудня 1942 року у Львові. Похований на Личаківському цвинтарі.